# جيمس وينثروب
جيمس وينثروب (بالإنجليزية: James Winthrop)‏ هو أمين مكتبة وقاضي أمريكي، ولد في 1752، وتوفي في 26 سبتمبر 1821.